# Espino (La Vega)
Espino (llamada oficialmente San Vicenzo de Espiño) es una parroquia y un lugar del municipio español de La Vega, en la provincia de Orense, Galicia.

## Toponimia
La parroquia también es conocida por el nombre de San Vicente de Espiño.

## Organización territorial
La parroquia está formada por una entidad de población:
- Espiño

## Demografía
Gráfica demográfica del lugar y parroquia de Espino según el INE español:
| Gráfica de evolución demográfica de Espino entre 2000 y 2023 |
|                                                              |
| Datos según el nomenclátor publicado por el INE.             |